# 201 (South Park)
201 ist die sechste Folge der 14. Staffel und damit die 201. Episode der Serie South Park. Sie ist der zweite Teil des Zweiteilers einer Parodie auf das Tabu, Mohammed darzustellen. Aufgrund von Drohungen islamistischer Extremisten wurde diese Folge von Comedy Central nur zensiert ausgestrahlt und zunächst nicht im Internet veröffentlicht.

## Handlung
Nach einer kurzen Rückblende von Mitch Connor – Cartmans Hand mit schizophrenem Bewusstsein – in den Vietnamkrieg in Saigon 1971 wird die Geschichte der 200. Episode fortgesetzt. Cartman möchte weiterhin von Mr. Garrison erfahren, wer sein Vater ist; jedoch verweigert Mr. Garrison ihm jegliche Antwort, verweist ihn aber an Dr. Mephisto.
Zur gleichen Zeit verlangen die Rothaarigen weiterhin die Auslieferung von Mohammed. Der als Teddybär verkleidete islamische Prophet öffnet daraufhin sein Kostüm, jedoch befindet sich darunter nicht Mohammed, sondern der Weihnachtsmann. Während die Bevölkerung und die Rothaarigen darum streiten, warum nicht der wahre Mohammed unter dem Kostüm ist, nähert sich auch schon Robo-Streisand, die weiterhin ganz South Park zerstören möchte. Als „Die superbesten Freunde“ – unter anderem bestehend aus Jesus und Buddha – von dem Angriff erfahren, machen auch sie sich auf den Weg nach South Park.
Cartman ist derweil bereits bei Mephisto, um zu erfahren, wer sein richtiger Vater ist. Er wird jedoch von Stan, Kyle und Kenny unterbrochen, die nun den echten Mohammed gefunden haben und ihn bei Mephisto klonen lassen wollen. Zurück in South Park werden sie jedoch von den Rothaarigen überrascht, die Mohammed entführten und zusammen mit den Prominenten seine Kräfte übertragen wollen.
Nach der großen Auseinandersetzung und der Einsicht, dass es sinnlos ist, gegeneinander zu kämpfen und die Mächte Mohammeds zu übertragen; fasst Kyle in einem Monolog zusammen, was er aus alldem gelernt hat. Dies wird von Jesus und dem Weihnachtsmann bestätigt. Diese Aussagen wurden jedoch durch den Fernsehsender Comedy Central mit einem Piepton zensiert.
Eric Cartman erfährt schließlich noch, dass Jack Tenorman sein wahrer Vater ist, dessen Tod er selbst verschuldet hat. Als schlimmer empfindet er aber, dass sein Vater ein Rothaariger war.

## Zensur

Die Information zur Zensierung von Episode 201 auf der deutschen South-Park-Website

Auch die 201. Episode von South Park wurde nach der 200. von Comedy Central zurückgezogen, wird nicht wiederholt oder im Internet veröffentlicht. Im Gegensatz zur Folge 200 war auch die Erstausstrahlung durch Ton-Zensur des Namens „Mohammed“ sowie Kyles Schlussmonolog zensiert. Ausschlaggebend war der gleiche Grund, dass Angst vor einem Attentat von islamistischen Extremisten bestand, wie er auf einer radikalislamischen Internet-Präsenz publiziert wurde.
Wenn man die Episode auf der offiziellen Seite ansehen wollte, erschien nur folgender Text: „We apologize that South Park Studios cannot stream episode 201 at this time. After we delivered the show, and prior to broadcast, Comedy Central placed numerous additional audio bleeps throughout the episode. We do not have network approval to stream our original version of the show. We will bring you a version of 201 as soon as we can.“
Auch in Deutschland und anderen Ländern wird die Folge nicht ausgestrahlt werden, lediglich in Kanada wurde die Folge (mit den gleichen Ton-Zensuren) kurz nach der amerikanischen Erstausstrahlung einmal ausgestrahlt.
Zusammen mit den Folgen 200 und 201 wurde auch die Folge Die Liga der Super Besten Freunde auf den Internetseiten gesperrt, in welcher Mohammed neun Jahre lang gänzlich unzensiert zu sehen war. Erst Jahre später wurde schließlich auch die Doppelfolge Cartoon Wars von 2006 gesperrt, die ebenfalls das Thema Mohammed-Zensur aufgreift.
Später erschien ein Kommentar von Trey Parker und Matt Stone, der besagt: „In the 14 years we've been doing South Park we have never done a show that we couldn't stand behind. We delivered our version of the show to Comedy Central and they made a determination to alter the episode. It wasn't some meta-joke on our part. Comedy Central added the bleeps. In fact, Kyle's customary final speech was about intimidation and fear. It didn't mention Muhammad at all but it got bleeped too. We'll be back next week with a whole new show about something completely different and we'll see what happens to it.“ („In den 14 Jahren, in denen wir South Park gemacht haben, haben wir nie eine Folge fabriziert, hinter der wir nicht stehen konnten. Wir haben unsere Version bei Comedy Central abgeliefert und sie haben beschlossen, die Episode zu ändern. Das war kein Meta-Ebene-Witz von unserer Seite aus. Eigentlich handelte Kyles gewohnte End-Rede von Einschüchterung und Angst. Mohammed wurde darin gar nicht erwähnt, doch sie wurde auch gepiept. Nächste Woche sind wir zurück mit einer ganz neuen Folge über etwas völlig anderes und wir werden sehen, was damit passiert.“) und betont somit, dass es Comedy Central selbst war, welche diese Episode in der Form zensiert hatte, wie sie kurze Zeit zu sehen war.

## Rezeption
Die South-Park-Parodie der Episoden 200 und 201 stieß auf ein großes Medienecho.
In der Simpsons-Episode Walverwandtschaft reagierten die Simpsons-Entwickler in ihrem Tafel-Gag mit dem Spruch „South Park – we'd stand beside you if we weren’t so scared“ (übersetzt: South Park: Wir würden an eurer Seite stehen, wenn wir nicht so Angst hätten) auf die Zensur.
Als Reaktion auf die Mohammed-Zensur in den beiden Folgen, welche viele als Einknicken vor islamistischen Drohungen interpretierten, riefen Internetnutzer in aller Welt den 20. Mai zum Everybody Draw Mohammed Day aus, an dem möglichst viele Menschen eine Zeichnung von Mohammed anfertigen und diese im Internet veröffentlichen sollten. Aufgrund des großen Zulaufs zur entsprechenden Facebook-Gruppe sperrte die pakistanische Regierung ab dem 19. Mai 2010 den Zugang zu Facebook in ihrem Land.